# Reg Strikes Back
| 전문가 평가        | 전문가 평가      |
| 평가 점수          | 평가 점수        |
| 출처               | 점수             |
| ------------------ | ---------------- |
| AllMusic           | [ 2 ]            |
| Chicago Tribune    | (mixed)          |
| Los Angeles Times  | [ 4 ]            |
| The New York Times | (not favourable) |
| Rolling Stone      | [ 6 ]            |

《Reg Strikes Back》은 1988년 6월 20일에 발매된 엘튼 존의 스물한 번째 스튜디오 음반이다. 이 음반은 그가 자칭한 재기 음반이다. 《Reg Strikes Back》의 "Reg"는 존의 출생 이름인 레지널드 케네스 드와이트를 가리킨다.
미국에서 이 음반은 미국 음반 산업 협회에 의해 1988년 8월에 골드 인증을 받았다.

## 배경
이 음반은 1992년 사망하기 전 베이시스트 디 머리가 마지막으로 참여한 음반이다. 게다가, 존의 밴드의 오랜 드러머인 나이절 올슨은 보컬을 백업하는 데(드럼 없이) 등장한다. 〈I Don't Wanna Go On with You Like That〉과 〈A Word in Spanish〉는 각각 빌보드 핫 100에서 2위와 19위로 정점을 찍었다. 존은 음반 프로듀서 크리스 토머스를 음반으로 데려왔다. 음반 커버에는 존이 경매에 내놓기로 결정한 컬렉션의 의상이 실렸다.
전년도의 존의 성대 수술 후 녹음되어 발매되는 첫 번째 스튜디오 음반이다.

## 곡 목록
모든 곡들은 특별한 언급이 없는 한 엘튼 존과 버니 토핀에 의해 작사/작곡하였다.
| #  | 제목                                       | 재생 시간 |
| -- | ------------------------------------------ | --------- |
| 1. | 〈Town of Plenty〉                         | 3:40      |
| 2. | 〈A Word in Spanish〉                      | 4:39      |
| 3. | 〈Mona Lisas and Mad Hatters (Part Two)〉  | 4:12      |
| 4. | 〈I Don't Wanna Go on with You Like That〉 | 4:35      |
| 5. | 〈Japanese Hands〉                         | 4:40      |

| #  | 제목                                        | 재생 시간 |
| -- | ------------------------------------------- | --------- |
| 1. | 〈Goodbye Marlon Brando〉                   | 3:30      |
| 2. | 〈The Camera Never Lies〉                   | 4:36      |
| 3. | 〈Heavy Traffic (존, 토핀, 데이비 존스톤)〉 | 3:30      |
| 4. | 〈Poor Cow〉                                | 3:50      |
| 5. | 〈Since God Invented Girls〉                | 4:54      |

## 인증
}
}
}
}
}
| 국가                                                  | 인증        | 판매량/출하량 |
| ----------------------------------------------------- | ----------- | ------------- |
| 오스트레일리아 (ARIA)                                 | 골드        | 35,000^       |
| 캐나다 (뮤직 캐나다)                                  | 2× 플래티넘 | 200,000^      |
| 프랑스 (SNEP)                                         | 골드        | 100,000*      |
| 이탈리아 sales 1988-1989                              | —           | 500,000       |
| 영국 (BPI)                                            | 실버        | 60,000^       |
| 미국 (RIAA)                                           | 골드        | 500,000^      |
| *판매량을 기반으로 한 인증 ^출하량을 기반으로 한 인증 |             |               |